# Cratere Roptyna
Roptyna  è un cratere sulla superficie di Venere.